# Пізаніт
Пізаніт (англ. pisanite; нім. Pisanit m, Kupfermelanterit m) — мінерал, семиводний сульфат заліза і міді острівної будови.

## Загальний опис
Хімічна формула: (Fe, Cu)[SO4]•7H2O. Склад у % (штат Каліфорнія, США): FeO — 16,37; CuO — 9,17; SO3 — 29,0; H2O — 45,46. Сингонія моноклінна. Форми виділення: суцільні маси і натічні агрегати. Густина 1,9. Тв. 2. Колір блакитний, блідо-синій. Блиск скляний. Крихкий. Вторинний мінерал зони окиснення колчеданних родовищ. Відповідає мелантериту мідному.
Названий за прізвищем французького хіміка Ф. Пізані (F.Pisani), G.A.Kenngott, 1860.
Синоніми: вітріоліт, купорос мідно-залізистий, купромелантерит.

## Різновиди
Розрізняють:
- пізаніт магніїстий (мелантерит мідний, що містить MgO до 4,5 %),
- пізаніт цинковистий (мелантерит мідний, що містить незначні домішки Zn).